# ابوالقاسم مظفری شمس
ابوالقاسم مظفری شمس (زادهٔ ۱۳۳۵ تهران) نظامی و مدیر اجرایی ایرانی است، که از ۱۳۹۰ تا ۱۳۹۱ فرمانده قرارگاه سازندگی خاتم‌الانبیاء بود.
وی از فرماندهان مهندسی رزمی سپاه پاسداران در جنگ ایران و عراق است. مظفری شمس در فاصله سال‌های ۱۳۷۶ تا ۱۳۸۶ مدیرعامل شرکت مهندسی سپاسد بود و از ۱۳۸۷ تا ۱۳۸۹ به‌عنوان مدیرعامل شرکت توسعه منابع آب و نیروی ایران فعالیت می‌کرد.